# Vorermittlung
Vorermittlungen sind Ermittlungen einer Staatsanwaltschaft, die einen Anfangsverdacht begründen und damit die Einleitung eines förmlichen Ermittlungsverfahrens ermöglichen sollen.
Die deutsche Strafprozessordnung enthält keine ausdrücklichen Regelungen zu Ermittlungsmaßnahmen vor Bejahung eines Anfangsverdachts; die Zulässigkeit schlechthin und die Reichweite der staatsanwaltschaftlichen Befugnisse zur Herstellung eines Anfangsverdachts sind somit in der Literatur äußerst umstritten. Zwar kann durch Vorermittlungen im Einzelfall ein Verbrechen überhaupt erst aufgeklärt werden, das sonst nie in die Kenntnis der Strafverfolgungsbehörden gelangen würde, insbesondere im Bereich der organisierten Kriminalität sowie im häuslichen Milieu. Allerdings besteht die Gefahr eines Missbrauchs durch Strafverfolgungsbehörden, da aufgrund der fehlenden gesetzlichen Regelung den so Verdächtigen die Schutzregelungen des Ermittlungsverfahrens nicht zugutekommen. Ferner sind systematische Vorermittlungen nicht geeignet, Straftaten zu verhindern und binden lediglich weitere Ressourcen bei den Staatsanwaltschaften.
Einige Rechtsordnungen sehen Vorermittlungen ausdrücklich vor, so enthält etwa das sächsische Landesrecht eine Grundlage zur Durchführung von Vorermittlungen durch den Verfassungsgerichtshof des Freistaates Sachsen im Rahmen eines Amtsenthebungsverfahrens gegen Abgeordnete des sächsischen Landtags; dies, da die Staatsanwaltschaft aufgrund ihrer Weisungsgebundenheit gegenüber dem Justizminister nicht unabhängig in derartigen Verfahren ermitteln könnte.

## Belege
1. ↑  Michael Haas: Der Verfassungsgerichtshof des Freistaates Sachsen. BWV Verlag, Berlin 2010, ISBN 3830521758, S. 231ff